# Лейк Тауншип (округ Лузерн, Пенсільванія)
Лейк Тауншип (англ. Lake Township) — селище (англ. township) в США, в окрузі Лузерн штату Пенсільванія. Населення — 1993 особи (2020).

## Демографія
Згідно з переписом 2010 року, у селищі мешкало 2049 осіб у 809 домогосподарствах у складі 585 родин. Було 878 помешкань
Расовий склад населення:
| - 98,3 % — білих - 0,2 % — азіатів |

До двох чи більше рас належало 1,3 %. Частка іспаномовних становила 0,8 % від усіх жителів.
За віковим діапазоном населення розподілялося таким чином: 21,4 % — особи молодші 18 років, 64,1 % — особи у віці 18—64 років, 14,5 % — особи у віці 65 років та старші. Медіана віку мешканця становила 43,8 року. На 100 осіб жіночої статі у селищі припадало 100,5 чоловіків;  на 100 жінок у віці від 18 років та старших — 101,4 чоловіків також старших 18 років.
Середній дохід на одне домашнє господарство  становив 70 758 доларів США (медіана — 62 031), а середній дохід на одну сім'ю — 80 525 доларів (медіана — 75 035). Медіана доходів становила 45 259 доларів для чоловіків та 36 016 доларів для жінок. За межею бідності перебувало 12,1 % осіб, у тому числі 20,4 % дітей у віці до 18 років та 12,9 % осіб у віці 65 років та старших.
Цивільне працевлаштоване населення становило 1102 особи. Основні галузі зайнятості: освіта, охорона здоров'я та соціальна допомога — 26,8 %, будівництво — 12,8 %, роздрібна торгівля — 11,2 %, виробництво — 10,2 %.